# Charles Durning
Charles Edward Durning (Highland Falls (New York), 28 februari 1923 – New York, 24 december 2012) was een Amerikaans televisie- en filmacteur. Hij werd in 1983 genomineerd voor een Academy Award voor zijn bijrol in The Best Little Whorehouse in Texas en in 1984 nogmaals voor To Be or Not to Be. Hij kreeg meer dan vijf acteerprijzen daadwerkelijk toegekend, waaronder een Golden Globe voor de miniserie The Kennedys of Massachusetts en een National Board of Review Award voor Dog Day Afternoon.

## Biografie
Durning was in 1953 voor het eerst op televisie te zien in een eenmalig gastrolletje als Kolonel John Jameson in de televisieserie You Are There. Twaalf jaar later maakte hij zijn filmdebuut in Harvey Middleman, Fireman. Daarmee begon een acteerloopbaan waarin Durning meer dan honderd keer te zien was op het witte doek en in vijftig televisiefilms. Hij deed dit ook niet onverdienstelijk in de ogen van de critici, getuige onder meer negen nominaties voor Emmy Awards van 1975 tot en met 2008, twee voor Academy Awards en vier voor Golden Globes. Zijn vierde nominatie voor een Globe verzilverde Durning ook daadwerkelijk, dankzij zijn optreden in The Kennedys of Massachusetts uit 1990.
Voor Durning ging acteren was hij professioneel bokser, militair en dansleraar. Hij maakte deel uit van Operatie Overlord, ook bekend als de invasie van Normandië op D-Day. Hij liep tijdens de Tweede Wereldoorlog schotwonden op in zijn heup en benen. Hiervan herstelde hij dusdanig goed dat hij nog dansleraar kon worden.
Durning was tot 1972 getrouwd met Carol, met wie hij drie kinderen kreeg. Hij hertrouwde in 1974 met Mary Ann Amelio, zijn jeugdvriendinnetje.

## Filmografie
*Exclusief 48 televisiefilms
| - Break - (2009) - Shannon's Rainbow - (2009) - A Bunch of Amateurs - (2008) - iMurders - (2008) - The Drum Beats Twice - (2008) - Deal - (2008) - Good Dick - (2008) - The Golden Boys - (2008) - Polycarp - (2007) - River's End - (2005) - The Waiter - (2007) - Forget About It - (2006) - Local Color - (2006) - Jesus, Mary and Joey - (2006) - Unbeatable Harold - (2006) - Miracle Dogs Too - (2006) - Descansos - (2006) - Naked Run - (2006) - Desperation - (2006) (televisiefilm) - Dirty Deeds - (2005) - The L.A. Riot Spectacular - (2005) - Resurrection: The J.R. Richard Story - (2005) - Death and Texas - (2004) - Dead Canaries - (2003) - One Last Ride - (2003) - Mother Ghost - (2002) - The Last Man Club - (2002) - The Naked Run - (2002) - Pride & Loyalty - (2002) - L.A.P.D.: To Protect and to Serve - (2001) - Turn of Faith - (2001) - State and Main - (2000) - The Last Producer - (2000) - Very Mean Men - (2000) - O Brother, Where Art Thou? - (2000) - Lakeboat - (2000) - Never Look Back - (2000) - Hi-Life - (1998) - Jerry and Tom - (1998) - Shelter - (1998) - The Secret Life of Algernon - (1997) - One Fine Day - (1996) - Recon - (1996) - Spy Hard - (1996) - Elmo Saves Christmas - (1996) - The Land Before Time IV: Journey Through the Mists - (1996, stem) - Home for the Holidays - (1995) - The Grass Harp - (1995) - The Last Supper - (1995) - I.Q. - (1994) - The Hudsucker Proxy - (1994) - The Music of Chance - (1993) - V.I. Warshawski - (1991) - Dick Tracy - (1990) | - Fatal Sky - (1990) - Cat Chaser - (1989) - Brenda Starr - (1989) - Étoile - (1989) - Far North - (1988) - Cop - (1988) - Hadley's Rebellion - (1987) - A Tiger's Tale - (1987) - Happy New Year - (1987) - The Rosary Murders - (1987) - Solarbabies - (1986) - Tough Guys - (1986) - Where the River Runs Black - (1986) - Big Trouble - (1986) - Meatballs III: Summer Job - (1986) - Stand Alone - (1985) - The Man with One Red Shoe - (1985) - Stick - (1985) - Mass Appeal - (1984) - Two of a Kind - (1983) - To Be or Not to Be - (1983) - Scarface - (1983, stem) - Tootsie - (1982) - The Best Little Whorehouse in Texas - (1982) - Sharky's Machine - (1981) - True Confessions - (1981) - Dark Night of the Scarecrow - (1981) (televisiefilm) - The Final Countdown - (1980) - Die Laughing - (1980) - When a Stranger Calls - (1979) - Starting Over - (1979) - North Dallas Forty - (1979) - The Muppet Movie - (1979) - Tilt - (1979) - The Greek Tycoon - (1978) - An Enemy of the People - (1978) - The Fury - (1978) - The Choirboys - (1977) - Twilight's Last Gleaming - (1977) - Harry and Walter Go to New York - (1976) - Breakheart Pass - (1975) - The Hindenburg - (1975) - Dog Day Afternoon - (1975) - The Front Page - (1974) - The Sting - (1973) - Sisters - (1973) - Doomsday Voyage - (1972) - Dealing: Or the Berkeley-to-Boston Forty-Brick Lost-Bag Blues - (1972) - Deadhead Miles - (1972) - The Pursuit of Happiness - (1971) - I Walk the Line - (1970) - Hi, Mom! - (1970) - Stiletto - (1969) - Harvey Middleman, Fireman - (1965) |

## Televisieseries
*Exclusief eenmalige gastrollen
- Rescue Me - Tommy's vader (2004-2009)
- Family Guy - Francis Griffin (1999-2007, vier afleveringen)
- Everybody Loves Raymond - Father Hubley (1998-2002, zeven afleveringen)
- First Monday - Justice Henry Hoskins (2002, dertien afleveringen)
- Now and Again - Verteller (1999-2000, twintig afleveringen)
- Evening Shade - Dr. Harlan Elldridge (1990-1994, 77 afleveringen)

- Biblioteca Nacional de España: XX1378631
- Gemeinsame Normdatei: 139324305
- International Standard Name Identifier: 0000 0001 1446 0508
- Library of Congress Control Number: n85201929
- MusicBrainz: e61f98cb-c6fa-47ab-b1c5-688b4f8bc6b6
- Nationale Bibliotheek van Tsjechië: xx0158218
- Nationale Bibliotheek van Israël: 987007326946405171
- Nationale Bibliotheek van Polen: a0000001679983
- SNAC: w6x649gs
- Système universitaire de documentation: 079235360
- Virtual International Authority File: 62988826
- WorldCat: E39PBJj8VTpy4CxkKFg99kyWXd